# Càstig físic

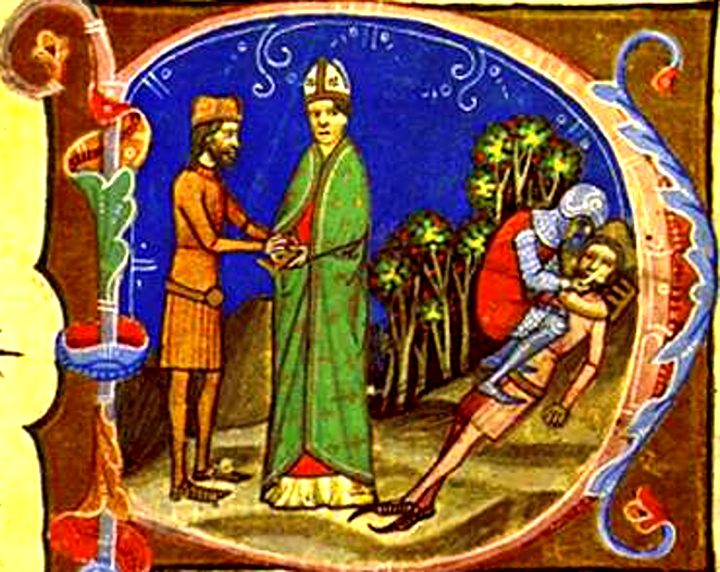
Cegar i treure els ulls ha estat un càstig físic legal i legitimitat

El càstig físic o castic físic és l'aplicació deliberada de dolor i de dany corporal a una persona que ha comès un acte jutjat moralment incorrecte amb la intenció de disciplinar-la per tal que canviï la seva conducta i que aprengui dels seus errors en una orientació positiva.
En l'actualitat el càstig físic està en retrocés a tot el món i es considera perniciós com a mètode correctiu, puix que va acompanyat de violència i humiliació, per la qual cosa no afavoreix la reflexió de l'infractor. Les Nacions Unides el desaconsellen i la majoria de països occidentals l'han inclòs com a il·legal als seus codis civils, ja que es consideren una forma de maltractament.

## Càstig culturalment legitimat

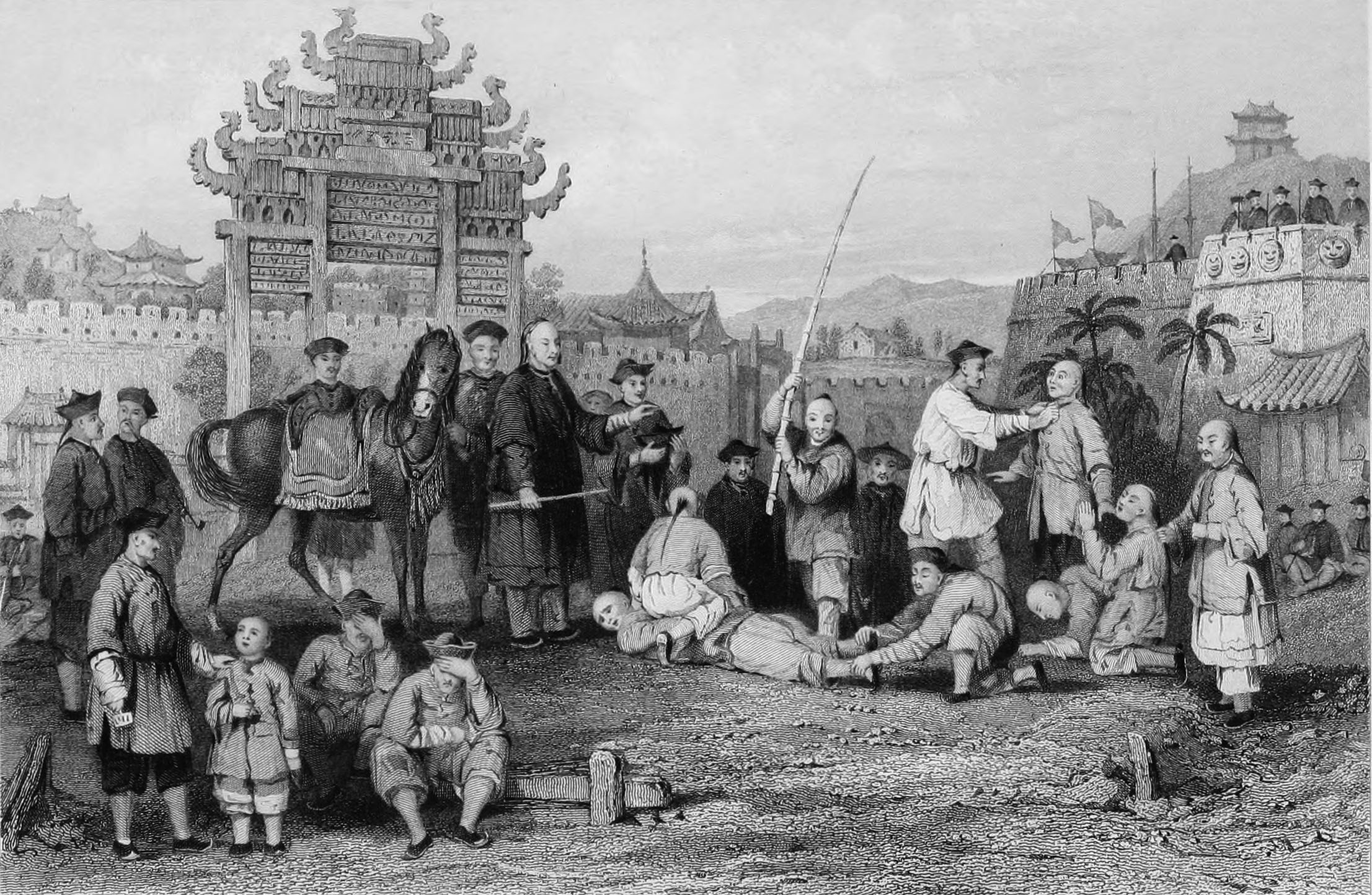
Càstig físic públic a l'antic imperi xinès, segle XIX

Històricament, diversos tipus d'autoritat han pogut aplicar legalment aquests càstigs: els caps de família a les dones i nens, l'Estat als criminals, els mestres als alumnes i els amos als esclaus.
El dolor ha de ser lleu (per no caure en la tortura) i se sol aplicar al ses, la part inferior de les cames i l'esquena, perquè altres parts del cos són més delicades, poden causar lesions internes o deixar marques estèticament evidents. Antigament a l'escola se solia castigar els alumnes donant-los galtades a la cara o picant-los els dits amb una regla o bastó.

## Càstigs físics en l'educació
Aquesta pràctica com a pauta educativa cap als nens, actualment, ha estat prohibida a França que és el país número cinquanta-sis del món que posa fi a aquesta disciplina. A Espanya va impedir-se el càstig físic l'any 2007 a causa de les insistents demandes de diverses organitzacions d'infància, ja que es considerava una agressió cap als menors d'edat.
Actualment, cinquanta-sis països han finalitzat aquesta pràctica en tots els entorns domèstics, educatius, en llocs públics, etc. Dels quaranta-set països que formen part del Consell d'Europa, trenta-dos països han prohibit concretament els càstigs corporals als menors d'edat, però encara estan permesos en quinze països.
Cada cop es veuen més avenços amb el pas dels anys però hi ha diverses dades que demostren que encara falta molt per millorar:
1. Menys d'un 10% de nens de tot el món estan protegits per la llei dels càstigs corporals.
2. Els governs de noranta-dos països no s'han compromès legalment a posar fi a aquesta pràctica física.
3. En seixanta-set països el càstig corporal no ha sigut abolit totalment en les escoles.
4. En trenta-dos països la llei estatal, tradicional o religiosa encara permet aquesta disciplina i es considera una sentència per delictes comesos per menors.
5. En disset estats, el càstig corporal no està totalment prohibit en cap àmbit[3]

## Càstigs per homicidi en l'Antiguitat clàssica
A l'antiga Grècia el tema dels homicidis funcionava molt diferent que avui en dia. Els magistrats aplicaven la soggnomé a aquells assassins que havien comès un crim però mereixien ser perdonats. La soggnomé era una indulgència que es presentava en els textos grecs i només hi tenien accés aquelles persones que havien comès homicidis involuntaris o no premeditats a causa de la ignorància o la defensa pròpia. Però amb els homicidis premeditats i voluntaris, aquest fet dona un gran gir. A Grècia la majoria de mètodes d'execució que aplicaven els Tribunals de Justícia a un assassí no eren molt diferents dels utilitzats en l'època Romana i es destaquen sobretot per la seva crueltat. Les diferents penes per homicidi voluntari eren les següents: penjament, estrangulació, decapitació, lapidació, precipitació al buit i una espècie de crucifixió.

## Càstigs per homicidi en l'actualitat
En l'actualitat, a Espanya, el delicte d'assassinar algú voluntàriament es castiga amb quinze anys de presó. Hi ha altres països que han sigut molt més estrictes que Espanya amb el tema dels assassinats, com per exemple els Estats Units, en la majoria d'estats d'aquest país està permesa la cadena perpètua i la pena de mort depenent del grau del delicte. També estan permesos en Aràbia Saudita, Iran i Iemen, per no parlar de la tortura que, encara que ja no estigui permesa en cap país, se segueix aplicant (Algèria, Egipte, el Marroc, Iraq, Mèxic...)

## Càstig plaent
El sadomasoquisme inclou els càstigs com a font de plaer sexual i aquests són consentits per la part que els rep com a formants d'un ritual d'excitació.